# Гаетан де Рошбуе
Гаетан де Грімоде де Рошбуе (фр. Gaëtan de Grimaudet de Rochebouët; 16 березня 1813, Анже, Мен і Луара — 23 лютого 1899, Париж) — французький політик, генерал і державний діяч, протягом трьох тижнів, з 23 листопада 1877 до 13 грудня 1877 був прем'єр-міністром Франції, очолюючи кабінет міністрів Третьої французької республіки.

## Біографія
Гаетан Рошбуе народився 16 березня 1813 року у французькому місті Анже департаменту Мен і Луара.
Після закінчення Політехнічної школи в 1831 році, Гаетан Рошбуе служив офіцером під керівництвом колишнього президента Третьої французької республіки, маршала Франції Патріса де Мак-Магона. Брав безпосередню участь у битвах на фронтах Франко-прусської війни, де проявив незвичайну хоробрість. Військові заслуги Гаетана Рошбуе відзначені генеральськими погонами.
У листопаді 1877 він став спадкоємцем герцога Альберта де Брольї ненадовго очоливши кабінет міністрів Франції. У середині грудня 1877 його змінив на цій посаді Жуль Арман Станіслас Дюфор.
Гаетан Рошбуе помер 23 лютого 1899 року в Парижі у віці 85 років.